# Промышленная улица (Санкт-Петербург)
Промы́шленная улица — улица в Нарвском округе Кировского района Санкт-Петербурга. Проходит от проспекта Стачек до улицы Калинина.

## История
До 1940 года называлась Болдыревым переулком, до 1950 года — Промышленным переулком, в 1950 году, в связи с продлением до улицы Калинина стала улицей.
По нечётной стороне располагаются промышленные предприятия, по чётной, в основном, двухэтажные дома послевоенной постройки.

## Достопримечательности
По нечётной стороне:
- Дом 1/9 — здание Московско-Нарвской фабрики-кухни, памятник конструктивизма, построено в 1929—1931 годах.  Объект культурного наследия № 7810231000№ 7810231000
- Дом 7 — АО «Центр технологии судостроения и судоремонта».

В конце улицы располагалась Екатерингофская мануфактура.
По чётной стороне:
- Дом 6 — ЦФТ «Нарвский». Располагается в здании постройки начала XX века.
- Дома 10—38 входят в послевоенный жилмассив «немецких коттеджей».
- Дом 18 — здание средней школы № 608 в классическом стиле 1940-х годов.
- Дом 22 — одноэтажная дореволюционная постройка неопределённого вида, во дворе имеется флигель с брандмауэром.